# 廣島城
廣島城是位於日本廣島縣廣島市中區基町的城堡，別稱鯉城，為日本100名城之一，現被列為日本國家史跡。由於原本廣島城的所有建築已經在1945年廣島市原子彈爆炸中遭到摧毀，目前整個廣島城都是在二次大戰後所重建。
也由於廣島城別稱為「鯉城」，現在在廣島市有多個以「鯉城」命名的區域或機構，包括鯉城通、鯉城會館、廣島鯉城中學校・高等學校、廣島縣鯉城高等學校、廣島鯉城計程車集團；而日本職棒中央聯盟的球隊廣島東洋鯉魚的名稱也是源自於此。

## 歷史
廣島城為毛利輝元建於1589年，過去戰國時代毛利氏原本將主要據點設在利於防守的吉田郡山城，但由於位於內陸加上位於山區，不利於發展商業，因此據說毛利元就在16世紀中就有意在廣島平原建新城，已利用瀨戶內海的水路發展商業；直到1588年毛利輝元臣服於豐臣秀吉而前往京都後，才決定參考大阪城和聚樂第的形式在太田川河口建立新城。在興建過程，豐臣秀吉的心腹黑田孝高也曾參與設計的規劃，最終此城在1599年才完工。
但在1600年關原之戰後，在該戰中與德川家康對立的毛利輝元在戰敗後，領地被縮減為剩下長門和周防兩國，廣島此地改封給賤岳七本槍之首福島正則，廣島城也隨之成為福島正則的居城，因此後續廣島城的增建及周邊城下町的規劃則是由福島正則所完成。
但在1619年由於福島正則在修復廣島城因洪水損壞的區域時，違反德川幕府頒布的武家諸法度擅自改建，而被改封至信濃國高井郡，廣島則改由淺野長晟治理，自此直到19世紀江戶幕府結束，此城城主皆為淺野氏。
明治維新後，廣島城並未被拆除，城內先後由廣島縣政府、廣島鎮台所使用，1873年後整座廣島城正式為大日本帝國陸軍所使用，除了成為軍營，在19世紀末甲午戰爭期間，更曾在此設立廣島大本營，明治天皇也於廣島城居住半年以上，並在此召開帝國議會，一度取代了東京成為日本的臨時首都。
此後隨著廣島市人口的成長，廣島城四周水堀開始髒亂發出惡臭，因此在20世紀初部分水堀及周邊運河遭到填埋，廣島城的外圍區域也逐漸成為廣島市的街道。同時隨著日本政府開始重視歷史文物的保存，在1928年將原本因屬於軍事用地而禁止進入的天守閣對外開放，並於1931年將天守閣列依國寶保存法列為「國寶」。但在二次大戰期間，由於廣島為日本的主要軍事據點之一，在1945年8月6日上午，美國陸軍航空軍在廣島投下原子彈，廣島城在這次爆炸中完全被摧毀。
1953年日本政府將此地剩下的遺跡列為成為了國家歷史遺跡，並決定重建過去的天守閣，重建的天守閣在1958年完成，1989年至1994年期間又陸續將二之丸平櫓、多聞櫓、太鼓櫓及表御門重建完成。

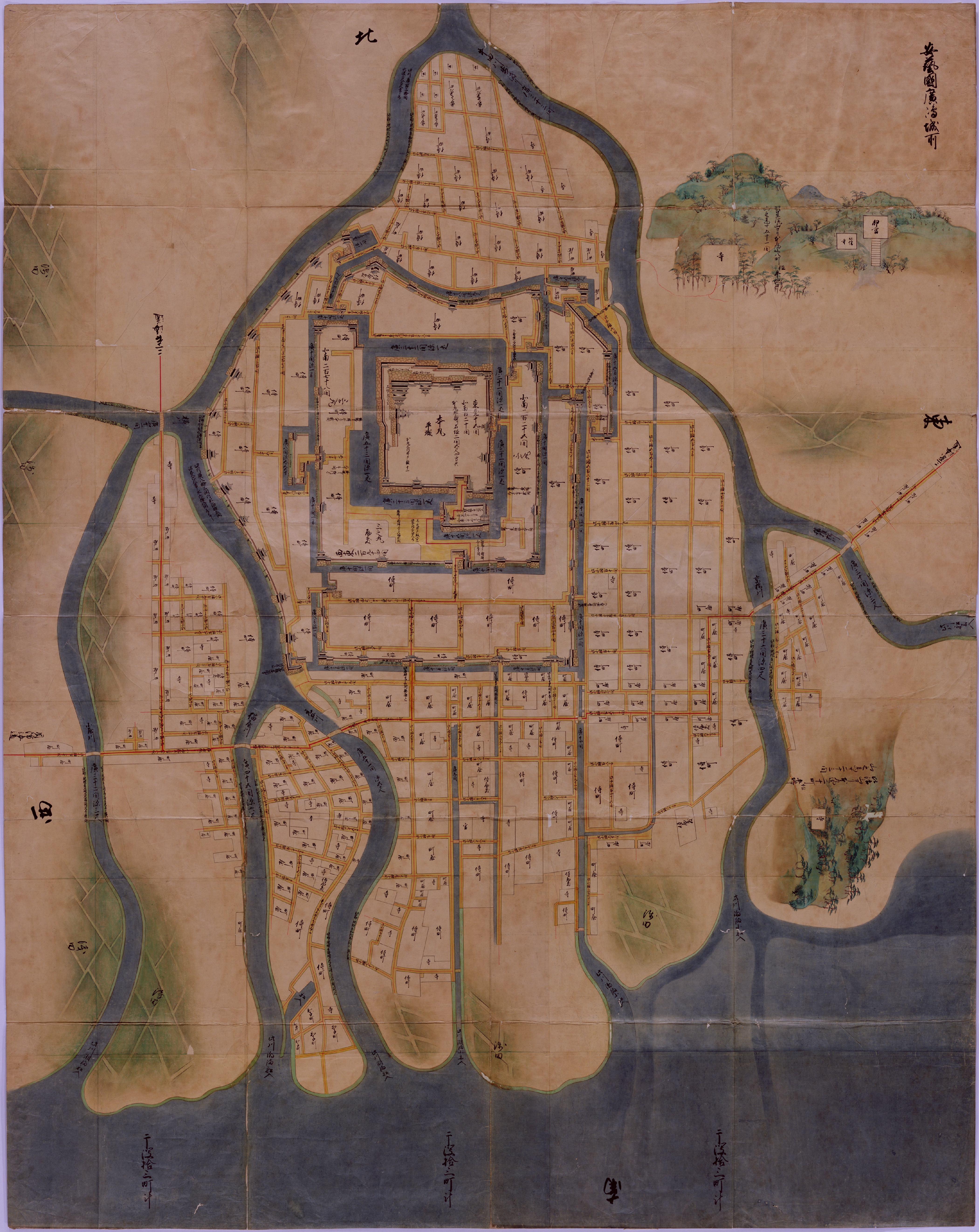
17世紀的廣島城及城下町地圖
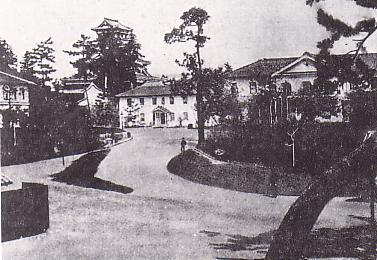
19世紀末設於廣島城內的廣島大本營
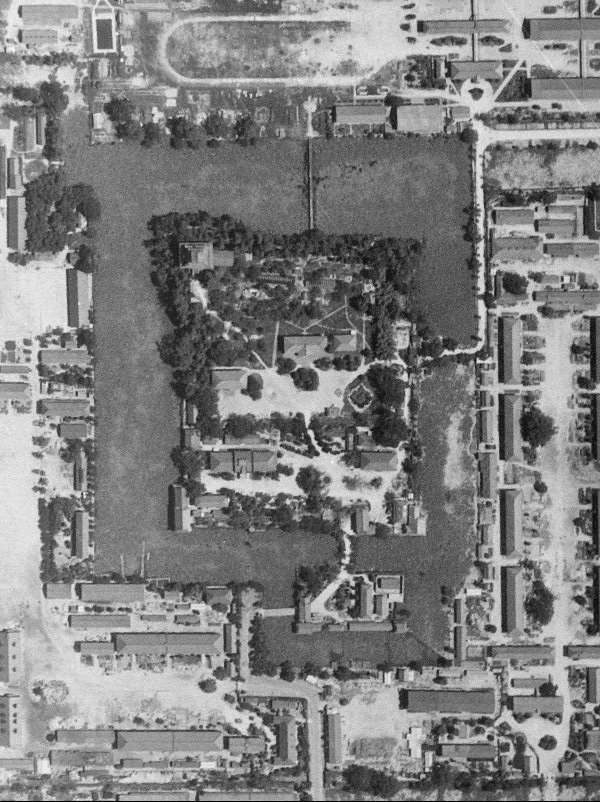
廣島城在1945年被原子彈摧毀前的空拍圖
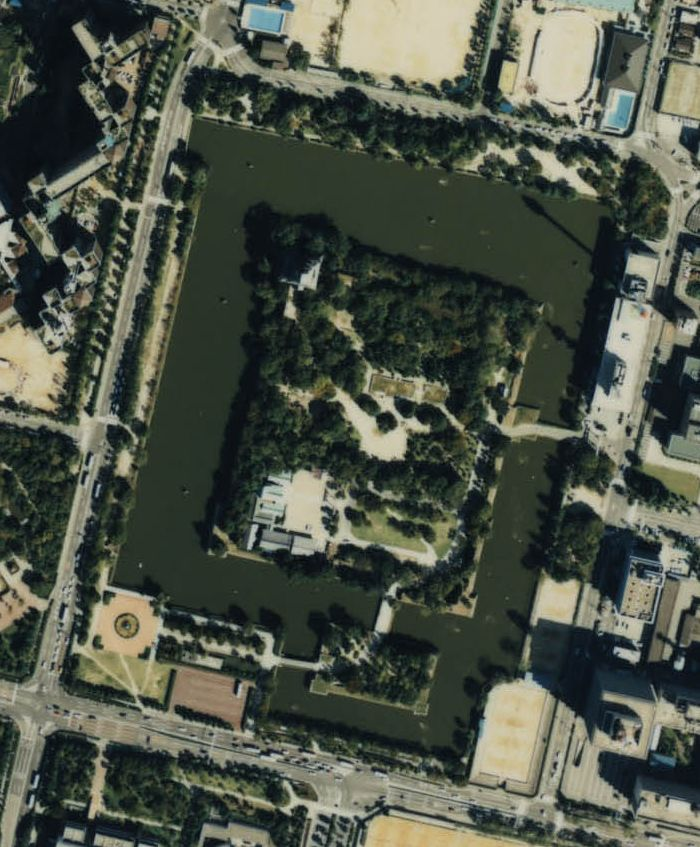
廣島城在1988年的空拍圖
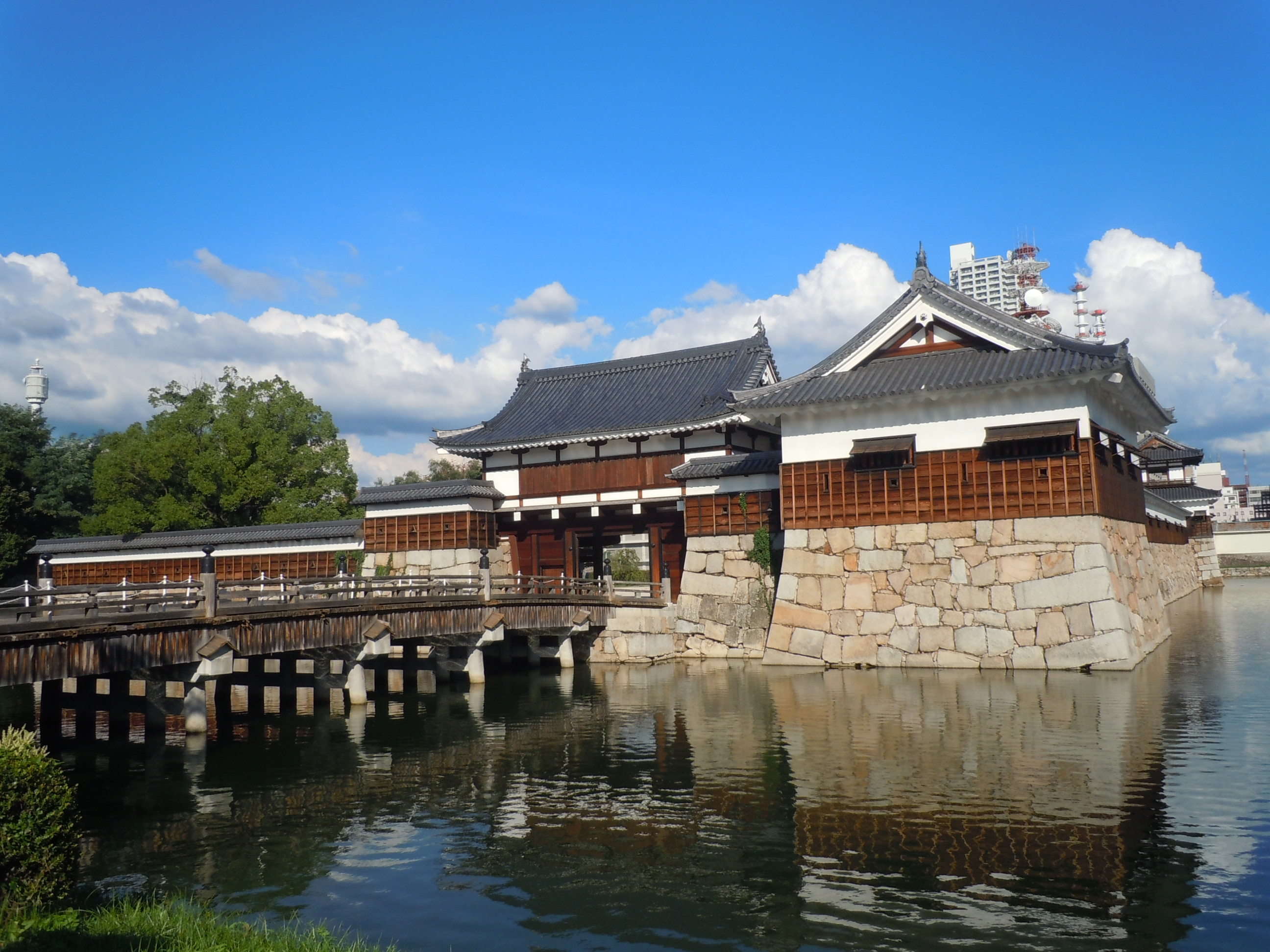
重建的二之丸及平櫓
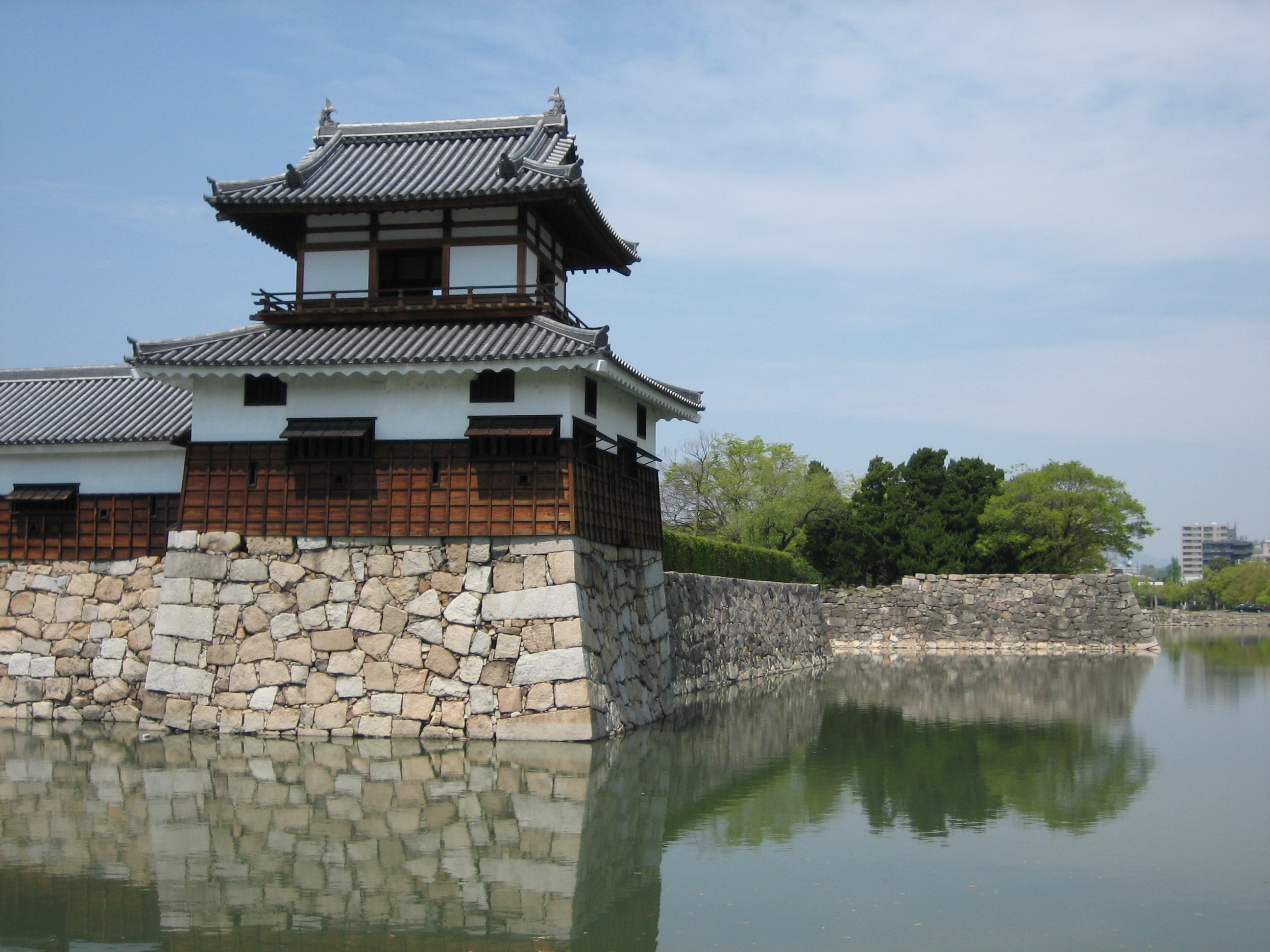
重建的太鼓櫓

## 構造

### 天守
廣島城的天守是複合連結式，原本由大天守至渡櫓之間有兩座小天守。在明治時代後小天守被拆除，只留下一座大天守。而現在重建的天守則是以鋼筋結構重建。

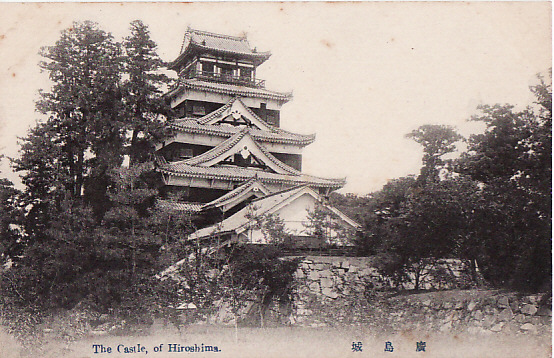
明治時代的廣島城天守
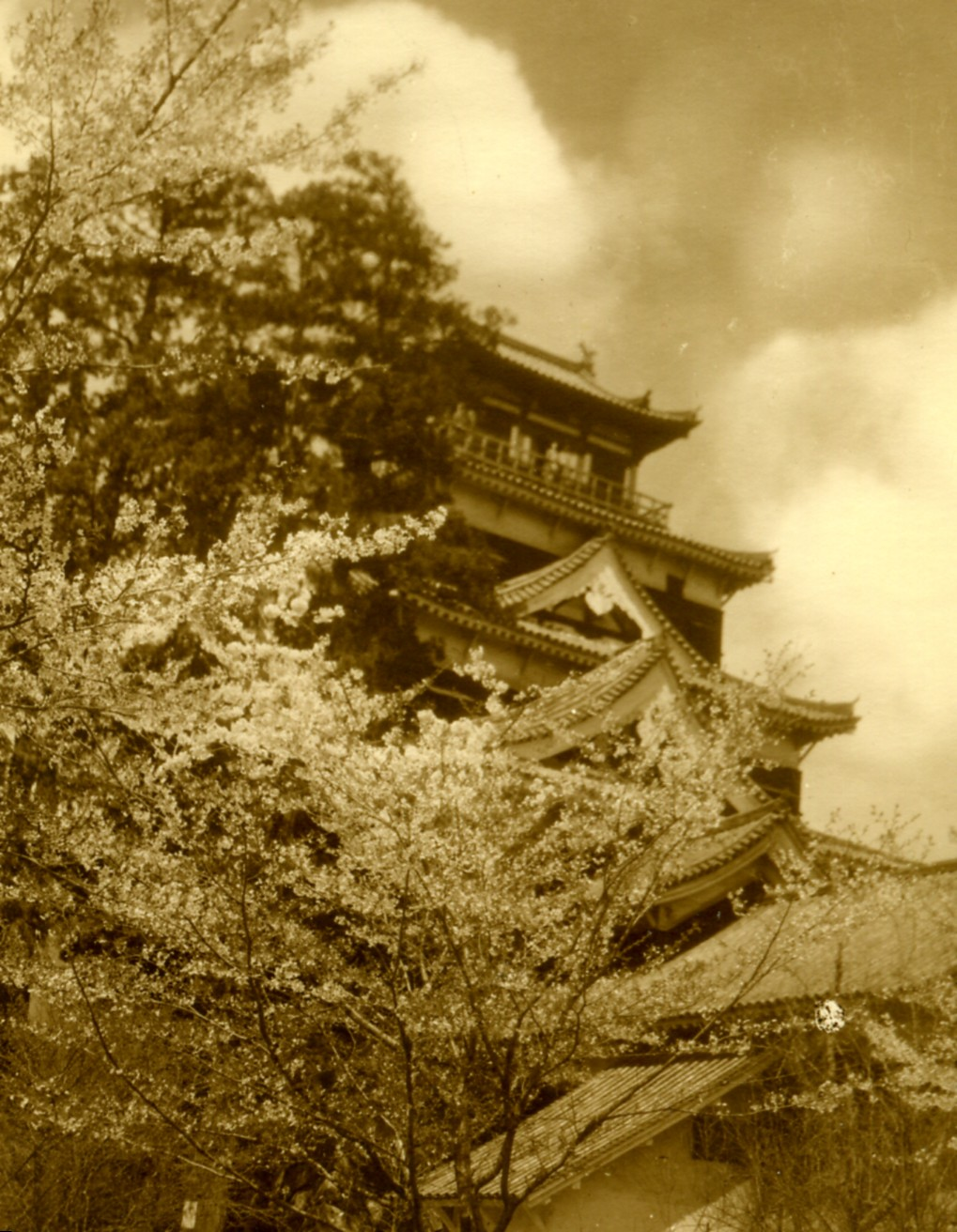
被原子彈爆炸摧毀前幾年所拍攝的廣島城天守
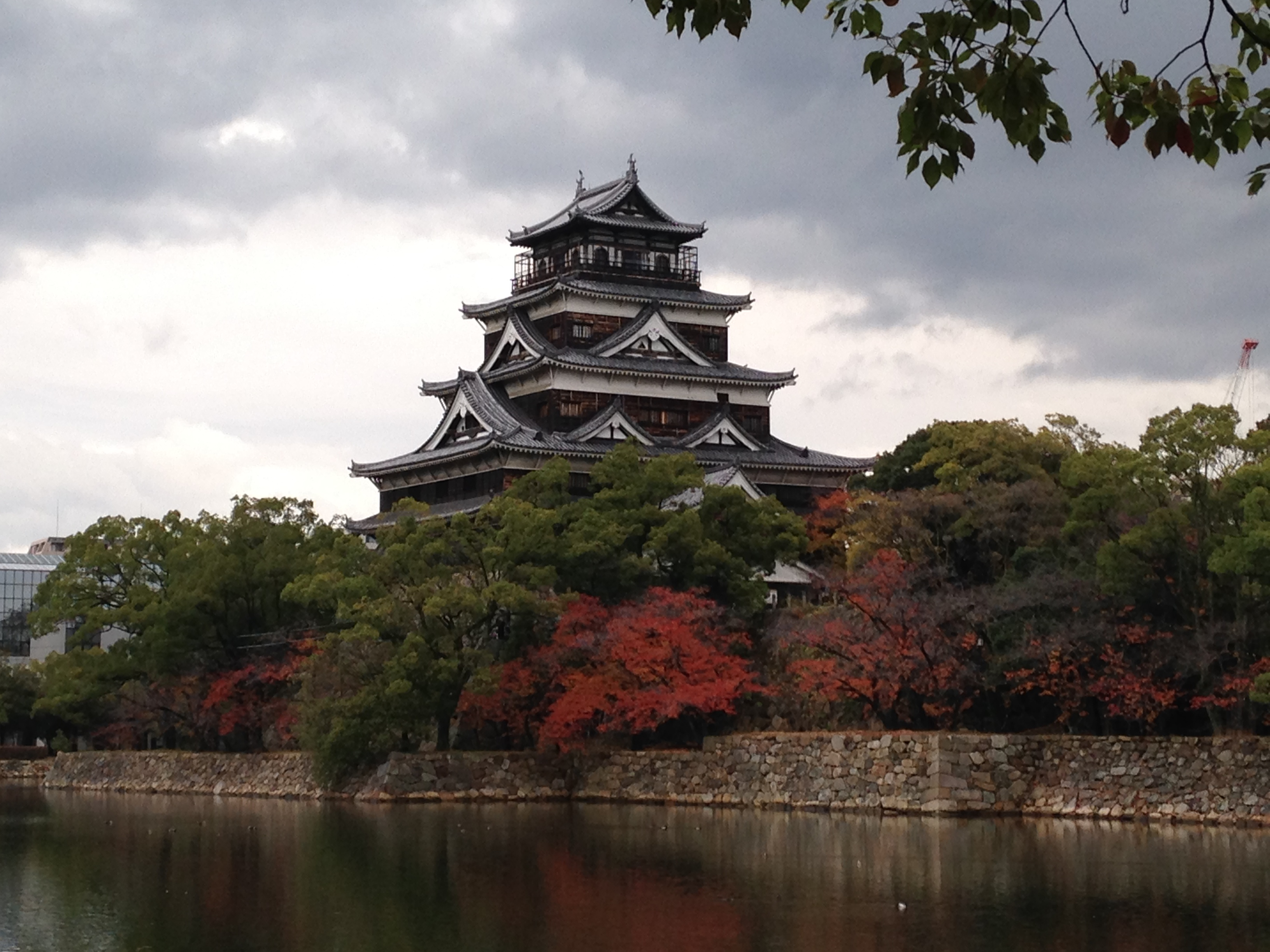
重建的天守

## 外部連結
- 廣島城官方網頁 （页面存档备份，存于）